# Paralytisk ileus
Paralytisk ileus (av grekiska παράλυσις, "förlamning", och εἰλεός, av εἰλεῖν, "innestänga", "sammanpacka"), tarmparalys, tarmförlamning, avser ett stopp i tarmen, orsakat av bukhinneinflammation eller en rubbning av tarmväggens blodcirkulation. Paralytisk ileus kan även uppstå efter bukoperation. Vid paralytisk ileus är tarmen förlamad, det vill säga tarmsammandragningar saknas.

### Webbkällor
- Lindsten, Martin; Ivarsson, Kjell; Svanvik, Joar (10 november 2016). ”Ileus (inklusive slitsherniering)”. Internetmedicin.se. https://www.internetmedicin.se/page.aspx?id=3220. Läst 12 september 2020.